# Ruda Waplewska
Ruda Waplewska (deutsch Freudenthaler Mühle) ist ein kleiner Ort in der polnischen Woiwodschaft Ermland-Masuren und gehört zur Gmina Olsztynek (Stadt- und Landgemeinde Hohenstein i. Ostpr.) im Powiat Olsztyński (Kreis Allenstein).

## Geographische Lage
Ruda Waplewska liegt 380 Meter südlich des Freudenthaler Sees  (polnisch Jezioro Myślica) am Flüsschen Maranse (polnisch Marózka), 33 Kilometer südöstlich der früheren Kreisstadt Osterode in Ostpreußen (polnisch Ostróda) bzw. 30 Kilometer südwestlich der heutigen Kreismetropole Olsztyn (deutsch Allenstein).
|  |

## Geschichte
1840 wurde östlich des Dorfs Waplitz (polnisch Waplewo) der Ort Freudenthal gegründet, der aber bereits vor 1945 aufgegeben wurde. Zu ihm gehörte eine Wassermühle an der Maranse mit einem Gehöft, die als Freudenthaler Mühle überregional bekannt und von Bedeutung war. Die Mühle gehörte wie der Ort Freudenthal zur Gemeinde Waplitz im Kreis Osterode in Ostpreußen.
1945 fiel in Kriegsfolge das gesamte südliche Ostpreußen an Polen. Vom Ort Freudenthal verblieb nur die Freudenthaler Mühle, die die polnische Namensform „Ruda Waplewska“ erhielt. Sie ist heute in das Schulzenamt (polnisch Sołectwo) Waplewo (Waplitz) einbezogen und als solche eine Ortschaft im Verbund der Stadt- und Landgemeinde Olsztynek (Hohenstein i. Ostpr.) im Powiat Olsztyński, bis 1998 der Woiwodschaft Olsztyn, seither der Woiwodschaft Ermland-Masuren zugehörig.

## Kirche
Wie der Ort Freudenthal gehörte auch die Freudenthaler Mühle bis 1945 zur evangelischen Kirche Waplitz in der Kirchenprovinz Ostpreußen der Kirche der Altpreußischen Union, außerdem zur römisch-katholischen Kirche Thurau (polnisch Turowo) im Bistum Ermland. Heute ist die nächstgelegene katholische Kirche die St.-Stanislaus-Kirche Waplewo, die zum Erzbistum Ermland gehört. Die evangelischen Einwohner gehören zur Kirche Olsztynek, einer Filialkirche der Pfarrei Olsztyn in der Diözese Masuren der Evangelisch-Augsburgischen Kirche in Poen.

## Verkehr
Ruda Waplewska ist auf einer Nebenstraße erreichbar, die von Waplewo (mit gleichnamiger Anschlussstelle an der Schnellstraße 7) nach Maróz (Groß Maransen) führt. Waplewo ist zudem die nächste Bahnstation und liegt an der Bahnstrecke Działdowo–Olsztyn (deutsch Soldau–Allenstein).